# Governatorato di Beirut
Il governatorato di Beirut (in arabo محافظة بيروت‎?, Muhafazat Bayrut) è il governatorato del Libano relativo alla capitale Beirut. La superficie e di circa 19,6 km² ed ha una popolazione di circa 463 612 abitanti (stime 2008).